# Nättraby landskommun
Nättraby landskommun var en tidigare kommun i Blekinge län.

## Administrativ historik
När 1862 års kommunalförordningar började gälla inrättades över hela landet cirka 2 400 landskommuner, de flesta bestående av en socken. Därutöver fanns 89 städer och 8 köpingar, som då blev egna kommuner.
Denna kommun bildades i Nättraby socken i Medelstads härad i Blekinge. 1888 bröts ett område ut ur kommunen för att gå till då nybildade Hasslö och Aspö landskommun.
Kommunreformen 1952 påverkade inte Nättraby kommun, vilken kvarstod som egen kommun fram till 1974 då den genom sammanläggning förenades med Karlskrona kommun.
Kommunkoden 1952–73 var 1007.

### Kyrklig tillhörighet
I kyrkligt hänseende tillhörde kommunen Nättraby församling.

## Kommunvapnet
Blasonering: I blått fält ett med rorkult försett barkassroder av guld med röda beslag.
Detta vapen fastställdes av Kungl. Maj:t den 10 januari 1957 och avskaffades när kommunen upphörde den 1 januari 1974.

## Geografi
Nättraby landskommun omfattade den 1 januari 1952 en areal av 43,85 km², varav 43,33 km² land.

### Tätorter i kommunen 1960
I Nättraby landskommun fanns tätorten Nättraby, som hade 1 362 invånare den 1 november 1960. Tätortsgraden i kommunen var då 52,2 procent.

## Politik

### Mandatfördelning i valen 1938–1970
| 15 |  |  | 3 | 5 |

| 22 |

| 15 |  | 3 | 6 |

| 21 | 4 |

| 2 | 13 |  | 4 | 5 |

| 21 | 4 |

| 15 |  | 5 | 4 |

| 21 | 4 |

| 15 |  | 5 | 4 |

| 22 |

| 14 | 2 | 4 | 5 |

| 21 | 4 |

| 15 | 2 | 5 | 3 |

| 20 | 5 |

| 13 | 4 | 5 | 3 |

| 20 | 5 |

|  | 12 | 7 | 3 | 2 |

| 21 | 4 |